# 김원 (바둑 기사)
김원(金原, 1967년 1월 3일 ~ )은 대한민국의 바둑 기사이다. 1986년 연구생 1기로 입단하여 이창호 九단과 입단 동기생이다. 그가 운영하는 김원 바둑 도장은 유재성, 윤재웅, 조혜연, 김혜민 등 쟁쟁한 바둑 기사들을 길러내 한국 3대 바둑 도장의 하나로 꼽힌다

## 약력
- 1986년 : 연구생 1기로 입단
- 1990년 : 제5기 신왕전 본선, 제9기 KBS 바둑왕전 기록자
- 1991년 : 제10기 KBS 바둑왕전 기록자
- 1992년 : 제11기 KBS 바둑왕전 기록자
- 1993년 : 제17기 국기전 본선, 제12기 KBS 바둑왕전 기록자
- 1995년 : 6단 승단. 제27기 명인전 본선
- 1996년 : 제5기 연승바둑최강전, 테크론배, 1회 LG배 세계기왕전 본선
- 2004년 : 7단 승단
- 2014년 : 임시이사회(2014. 10.29) : 전문기사직 5년 정직 처분, 정직 기간 중 한국기원과 대한바둑협회 및 기사회에 발생한 채무금액 전액 상환하지 않을 때에 제명 조처하기로 결정
- 2019. 10. 28까지 채무금액을 상환하지 않아 제명 처리(제28차 운영위원회에서 확인)